# Logo (Fernsehsender)

Das aktuelle Logo des Senders

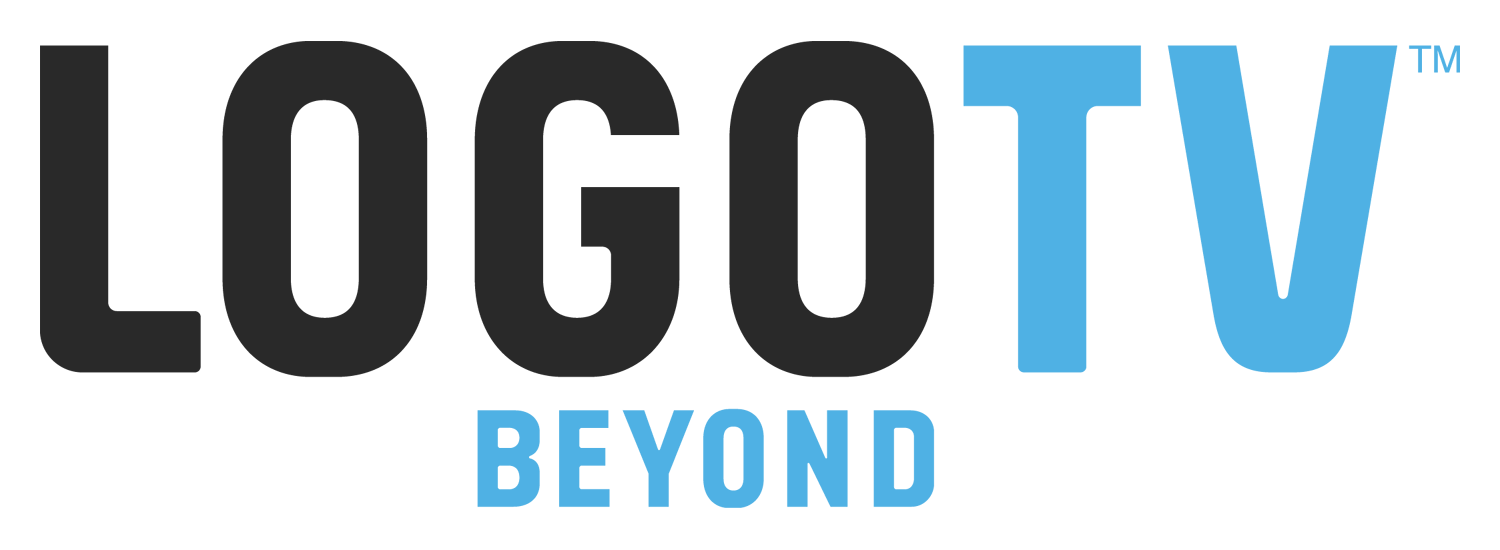
Das Logo des Senders von 2013-März 2015

Das Logo des Senders 2005–2012

Logo ist ein US-amerikanischer digitaler Kabelfernsehsender, der zu MTV gehört. Der Sitz befindet sich in New York.
Der Fernsehsender besteht seit 	dem 30. Juni 2005. Zielpublikum sind vorrangig homosexuelle und bisexuelle Fernsehzuschauer. Das Programm besteht aus Fernsehfilmen mit homosexuellen Themen, Reality-Serien, Reiseberichten, Dokumentarfilme, Musikvideos, Comedy, Nachrichten und weiteren Programmen mit homosexuellen Charakteren oder einer homosexuellen Fangemeinde. Präsident des Unternehmens ist Brian Graden.

## Programmangebot (Auswahl)
Logo deckt verschiedene Genres ab, beispielsweise:
Reality-TV
- Open Bar
- TransGeneration
- Jacob and Joshua: Nemesis Rising
- Coming Out Stories
- The Ride: Seven Days to End AIDS
- Real Gay
- Curl Girls
- First Comes Love
- Transamerican Love Story
- RuPaul’s Drag Race
- Finding Prince Charming

Fernsehserien
- Noah’s Arc
- Exes and Ohs
- Apartment 23

Reiseberichte
- TripOut
- Round Trip Ticket
- U.S. of ANT

Dating-Shows
- Can’t Get a Date
- First Comes Love

Film und Dokumentation
- Logo Films
- The Click List: 50 Greatest Films
- The Click List: Best in Short Film
- Real Momentum

Musikshows
- Eurovision Song Contest